# Laberinto Miró

El edificio y los terrenos de la Fundación Maeght en Saint-Paul de Vence, Francia.

El Laberinto Miró (en francés: Labyrinthe Miró) es el conjunto de esculturas y cerámicas creadas entre 1961 y 1981 por el pintor español, Joan Miró, para Marguerite y Aimé Maeght, que se encuentra ubicado en la Fundación Maeght de Saint-Paul-de-Vence, en Francia. Dispersas las piezas en un jardín de terrazas con vistas al mar, el laberinto es un paseo por los sueños del artista, por su imaginación y su humor.

## Historia
A principios de la década de 1960, Miró participó activamente en el gran proyecto de Aimé Maeght en Saint-Paul-de-Vence. La pareja, inspirada por una visita al estudio del pintor en Cala Mayor, encargó al arquitecto, Josep Lluís Sert, la construcción de un edificio y una zona ajardinada, con un espacio especial reservado para la creación mironiana. Miró meditó durante un tiempo hasta que decidió que llevaría a cabo un laberinto. Colaboró con Josep Artigas y Joan Gardy Artigas para la realización de cerámicas, y con Sert para la concepción completa de las obras en su espacio. Miró creó un conjunto de piezas monumentales, especialmente pensadas para la fundación. Dentro del recorrido diseñado por Sert, Miró preparó unas maquetas que luego serían construidas en mármol, cemento, hierro, bronce y/o cerámica. Destacan las esculturas La horca (La Fourche) y El disco (Le Disque). La primera fue realizada en 1963 en bronce, y la segunda en 1973 en cerámica.

## Descripción
Se trata de un jardín concebido por Miró como un laberinto con más de un centenar de esculturas, tres estanques y varias piezas de cerámica. Los tres ejes verticales principales los forman un arco de hormigón colosal, que domina en toda su magnitud la terraza más alta, una horquilla en equilibrio sobre la cabeza de un personaje y suspendida a una altura que domina la pasarela y, finalmente, una antigua torre de piedra en la que el artista creó un muro con placas de cerámica. El recorrido del laberinto se puede realizar en cualquier dirección. Incluye un homenaje a Gaudí, con una mesa redonda de cerámica gris que recuerda al Parque Güell de Barcelona.
El jardín cuenta con estanques y muros bajos, en un espacio ubicado entre las montañas y el mar, escenarios que el artista utiliza como decoración de fondo. El Oiseau luner y el Oiseau solaire forman parte de estas grandes esculturas que acompañan una diosa gigantesca con el sexo tapado por el caparazón de una tortuga gigante. De la obra, Juan José Navarro Arisa señaló:

Un espacio auténticamente excepcional en el que los campos y el cielo provenzales, así como la línea azul del horizonte interrumpida por la silueta del cabo de Antibes, no son más que elementos adicionales en la recreación de este lugar por el artista. [...] Es un verdadero universo del espacio y la luz el que definen las esculturas de Miró en este laberinto, que, como todos los laberintos que se precian, tiene más salidas que las que son evidentes.